# ビアンカ・マリア・スフォルツァ
ビアンカ・マリア・スフォルツァ（Bianca Maria Sforza, 1472年4月5日 - 1510年12月31日）は、神聖ローマ皇帝マクシミリアン1世の皇后、2度目の妻。スフォルツァ家の出身。

## 生涯
ミラノ公ガレアッツォ・マリーア・スフォルツァと妃ボナ・ディ・サヴォイアの長女としてミラノ公国の都市パヴィーアで生まれた。
1474年1月、サヴォイア公フィリベルト1世と2歳で結婚したが、1482年に死別しミラノに帰国した。
1493年8月、神聖ローマ皇帝フリードリヒ3世が崩御し、その後継者たるローマ王マクシミリアンは、莫大な持参金をもたらすビアンカとの再婚を決意した。結婚により、多額の現金を得て傭兵を雇い、イタリア方面への進出が可能となることで、ローマで法王の手により戴冠することが目的であった。
一方のスフォルツァ家側も、王族と血縁になることで、自らの地位を高めようとした。
同年11月20日、ビアンカの兄：ジャン・ガレアッツォ・スフォルツァと、兄の後見人で「イル・モーロ」の通称で知られる叔父ルドヴィーコ・スフォルツァが、マクシミリアン側と結婚を契約。同月末にはマクシミリアンの従兄クリストフ・フォン・バーデンとミラノで代理結婚を行った。ミラノでの結婚とそれに続く宴は、絢爛豪華なものであった。

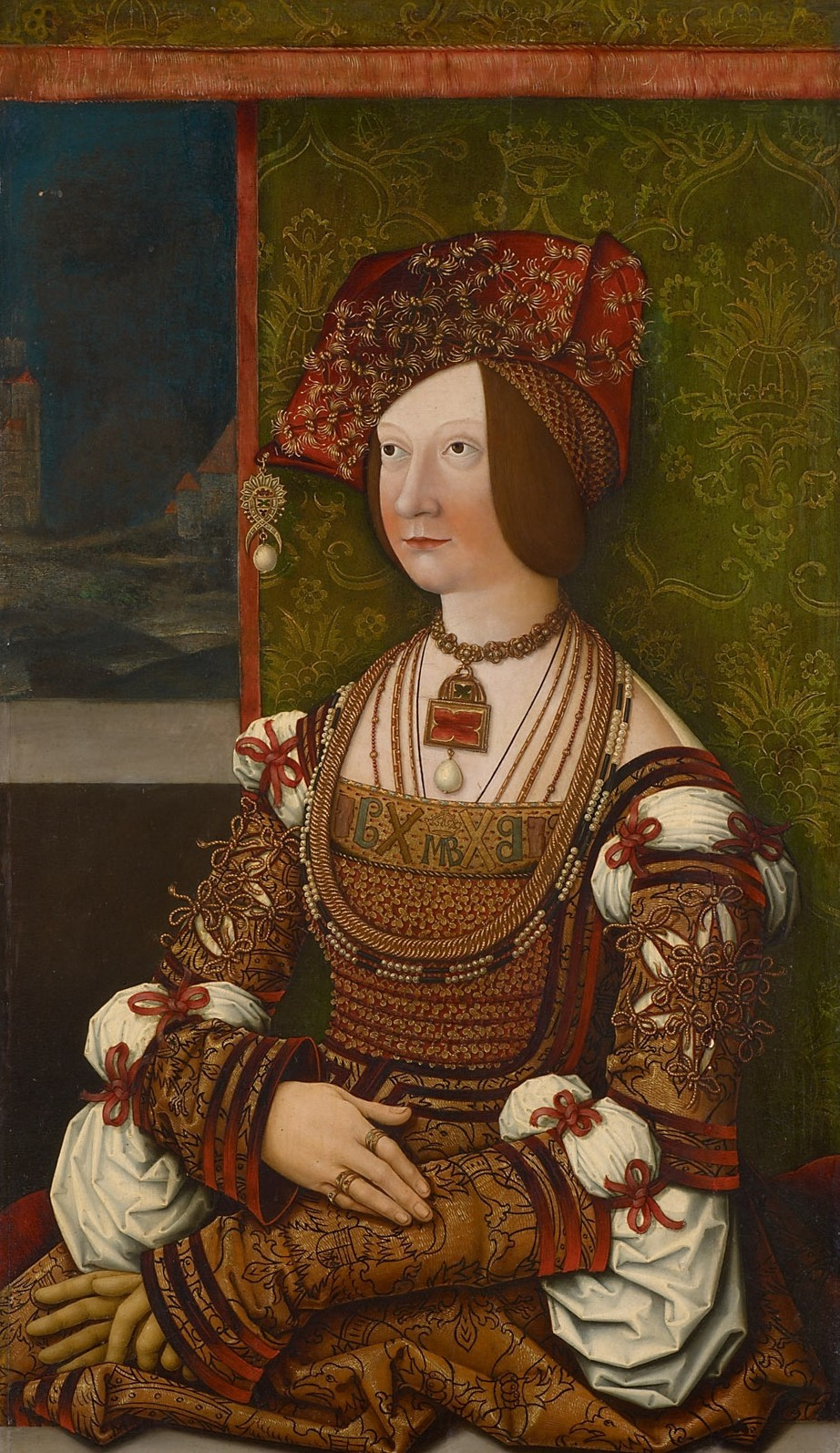
シュトリーゲル画（1505～1510年頃）

しかし、同年12月、クリストフ・フォン・バーデンとアイテルフリッツ・フォン・ツォレルンを従え、厳冬期のアルプス山脈を北上してチロル地方へ向かう旅は、惨めなものであった。二人はウィーンのマクシミリアンに、「ビアンカの容姿や性格が良く、マクシミリアンの気に召す」旨を報告した。二週間強の旅を終えたビアンカは、老齢のオーストリア大公ジークムント（ジギスムント）に出迎えられるが、花婿マクシミリアンは現れず、落胆する。
1494年3月16日に至って、マクシミリアン1世と結婚した。結婚後の宴席に招待された帝国諸侯は出席せず、身分違いの結婚に反発を示した。
春が到来し、マクシミリアンは先妻マリー同様に、ビアンカを狩猟に連れ立つが、ビアンカは狩猟や自然に関心を示さなかった。また、マリーの時と同様に言語が通じない夫婦だったが、マクシミリアンがイタリア語を習得したのに対し、ビアンカはドイツ語を学ぶ気もなく、多忙のマクシミリアンは言語を教える暇もなかった。さらに、ビアンカの不妊の体質も判明した。
こうしてマクシミリアンは妃に全く関心を示さなくなり、1510年12月31日、ビアンカはインスブルックで死去した。マクシミリアン自身は、1511年9月18日に、娘マルグリットに宛てた書簡に「私は二度と結婚したりしない。裸の女に触れることは無い」と認めた。